# Karl Fröhlich
Karl Hermann Fröhlich (Stralsund, 1821. április 3. – Berlin, 1898. december 18.) német sziluettista és költő. Sokat utazott külföldön, aztán Berlinben telepedett le. Nagy ügyességre tett szert abban, hogy ollóval papirosból különböző alakokat messen ki és ezt a mesterséget később művészi tökélyre fejlesztette. A kimetszett alakokhoz ő maga írta a verseket.

## Művei
- Gedichte (1852, 2. kiadás 1862)
- Fabeln und Erzählungen (1853–54)
- ABC (1855)
- Neue Silhouetten und Reime (1856–1857)
- Buntes Allerlei (1858)
- Grosse Silhouettenbibel (1859)
- Kranz und Haube (1863)
- Blumen am Wege (1882)